# Летучие органические вещества
VOC (volatile organic compounds) — летучие органические вещества, русский эквивалент — ЛОС. Органические вещества, которые имеют достаточно высокое давление насыщенных паров при нормальных условиях, чтобы в значимых концентрациях попадать в окружающую среду (помещение, атмосферу). Широкий класс органических соединений, включающий ароматические углеводороды, альдегиды, спирты, кетоны, терпеноиды и др.
Термин чаще используют в англоязычных странах, в контексте регулирования (особенно законодательного регулирования органами EPA в США) уровней загрязнения атмосферного воздуха, в экологии; но также и в отношении естественно продуцируемых лесными массивами летучих веществ (ЛВ) — таких, как фитонциды, эфирные масла. Данный термин применим как и к определенным органическим соединениям, так и к их смесям. Иногда этот же термин используют для обозначения концентрации суммы т. н. «Летучей органики», или «Летучих органических соединений», в пересчете на элементарный углерод — «volatile organic carbon» — «органический углерод», но в настоящее время это значение используется все реже и реже.